# Thyroscyphus ramosus
Thyroscyphus ramosus is een hydroïdpoliep uit de familie Sertulariidae. De poliep komt uit het geslacht Thyroscyphus. Thyroscyphus ramosus werd in 1877 voor het eerst wetenschappelijk beschreven door Allman. 